# Cataglyphis humeya
Cataglyphis humeya är en myrart som beskrevs av Jose Alberto Tinaut 1991. Cataglyphis humeya ingår i släktet Cataglyphis och familjen myror. Inga underarter finns listade.